# Eisenbahnknoten Leipzig

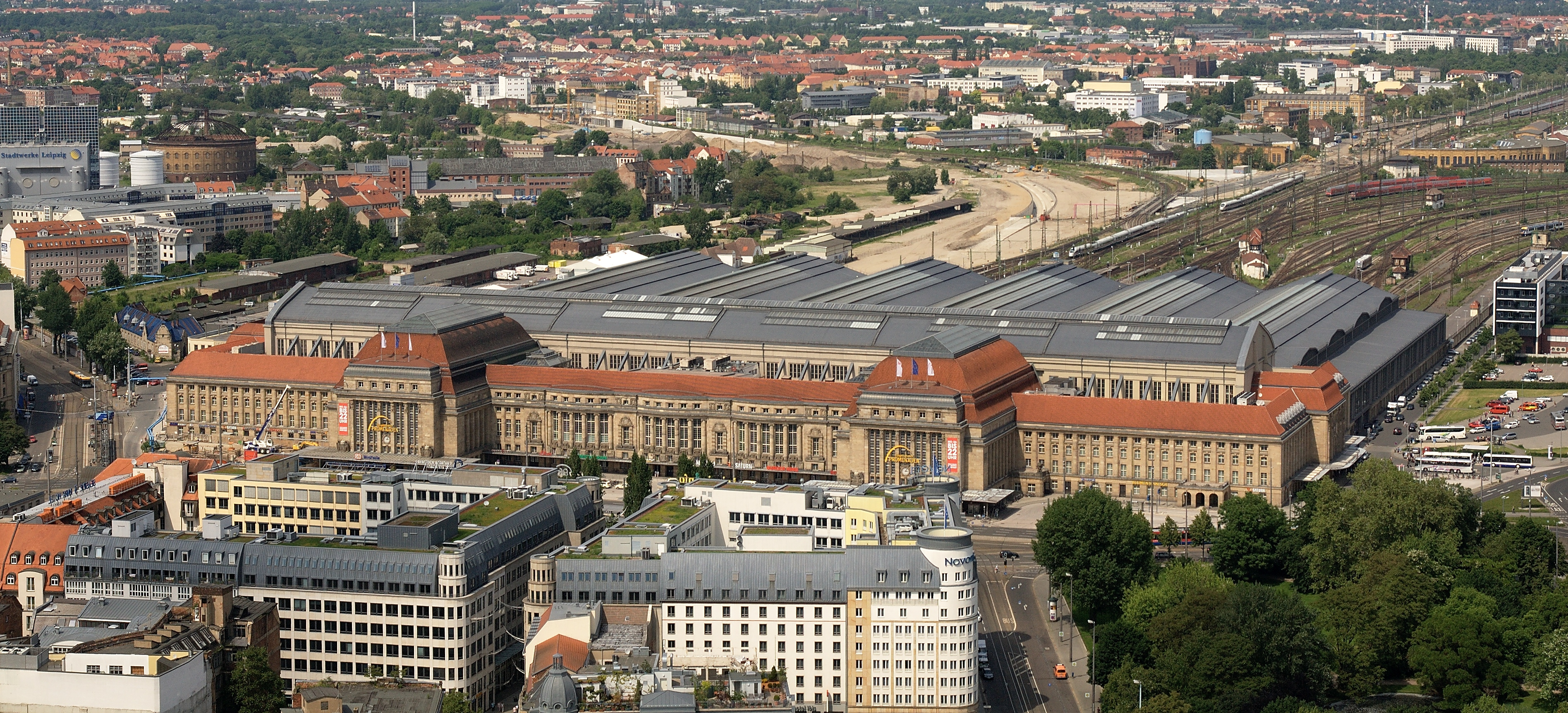
Leipzig Hauptbahnhof

Netzplan S-Bahn Mitteldeutschland

Der Eisenbahnknoten Leipzig ist der größte Eisenbahnknoten in Mitteldeutschland. Er verknüpft acht zweigleisige und zwei eingleisige Hauptbahnen sowie eine Nebenbahn miteinander. Zwei weitere Nebenbahnen wurden in den 1990er Jahren stillgelegt.
Der Bahnhof Leipzig Hbf ist mit einer Grundfläche von 83.640 Quadratmetern der flächenmäßig größte Kopfbahnhof Europas. Er wurde im Jahr 2013 täglich von 120.000 Reisenden und Besuchern frequentiert.

## Geschichte
Schon um 1859 hatte sich Leipzig zum bedeutenden Eisenbahnknoten entwickelt: Neben der 1837/39 eingeweihten Leipzig-Dresdner Eisenbahn fuhr ein Jahr später die Magdeburg-Leipziger Eisenbahn-Gesellschaft auf ihrer Stammstrecke, seit 1842 die Sächsisch-Bayerische Eisenbahn und ab 1856 die Thüringische Eisenbahn nach Halle und Erfurt. Die Anlagen des Dresdner, Magdeburger und Thüringer Bahnhofs waren am damals nördlichen Rand von Leipzig in unmittelbarer Nachbarschaft zueinander entstanden. Je etwa zwei Kilometer südöstlich davon befanden sich abgelegener der Bayerische Bahnhof und der Eilenburger Bahnhof.
Durch die Konkurrenz der Preußischen Staatseisenbahnen mit den Königlich Sächsischen Staatseisenbahnen entstanden viele Parallelstrukturen wie beispielsweise die zwei Rangierbahnhöfe: Engelsdorf (b Leipzig) wurde von den Königlich Sächsischen Staatseisenbahnen errichtet, Leipzig-Wahren gehörte ursprünglich den Preußischen Staatseisenbahnen. Der 1905–1906 eingeweihte Leipziger Güterring verband die Güteranlagen beider Verwaltungen unter Umgehung der innerstädtischen Personenbahnhöfe.

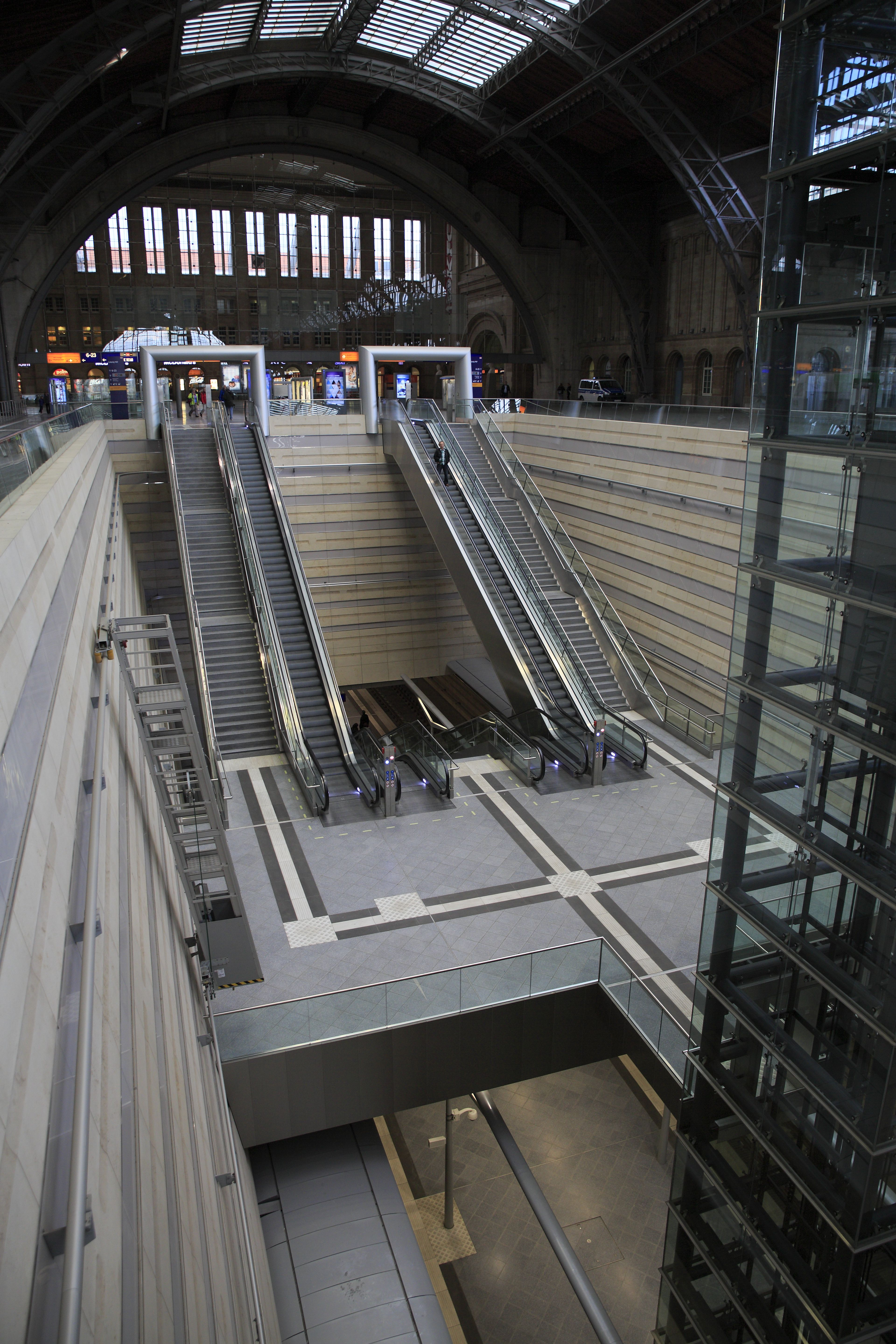
Atrium im Hauptbahnhof, Zugang zum Tunnelbahnsteig

Der Knoten Leipzig wurde 1914 in die Elektrifizierung des deutschen Schienennetzes einbezogen. Leipzig Hauptbahnhof wurde 1915 fertiggestellt, wobei wiederum getrennte Anlagen für beide Bahnverwaltungen erbaut wurden. In dieser Zeit entstanden die im Wesentlichen heute noch vorhandenen Bahnanlagen, die nach den Zerstörungen des Zweiten Weltkriegs wiederhergestellt wurden. Seit Juni 2002 erfolgt hier nun erstmals die umfassende Modernisierung dieser Infrastruktur.
Mit dem City-Tunnel Leipzig entstand bis Ende 2013 eine Verbindung unter der Innenstadt vom Hauptbahnhof zum Bayerischen Bahnhof mit zusätzlichen Haltepunkten am Markt und am Wilhelm-Leuschner-Platz. Der Leipziger Hauptbahnhof wurde damit von einem reinen Kopfbahnhof zu einem kombinierten Kopf- und Durchgangsbahnhof. Am Hauptbahnhof ist der Tunnel über eine Westrampe in die Strecken nach Wahren und nach Leutzsch sowie über eine Nordrampe höhenfrei nach Eilenburg und nach Bitterfeld eingebunden.

## Verkehr

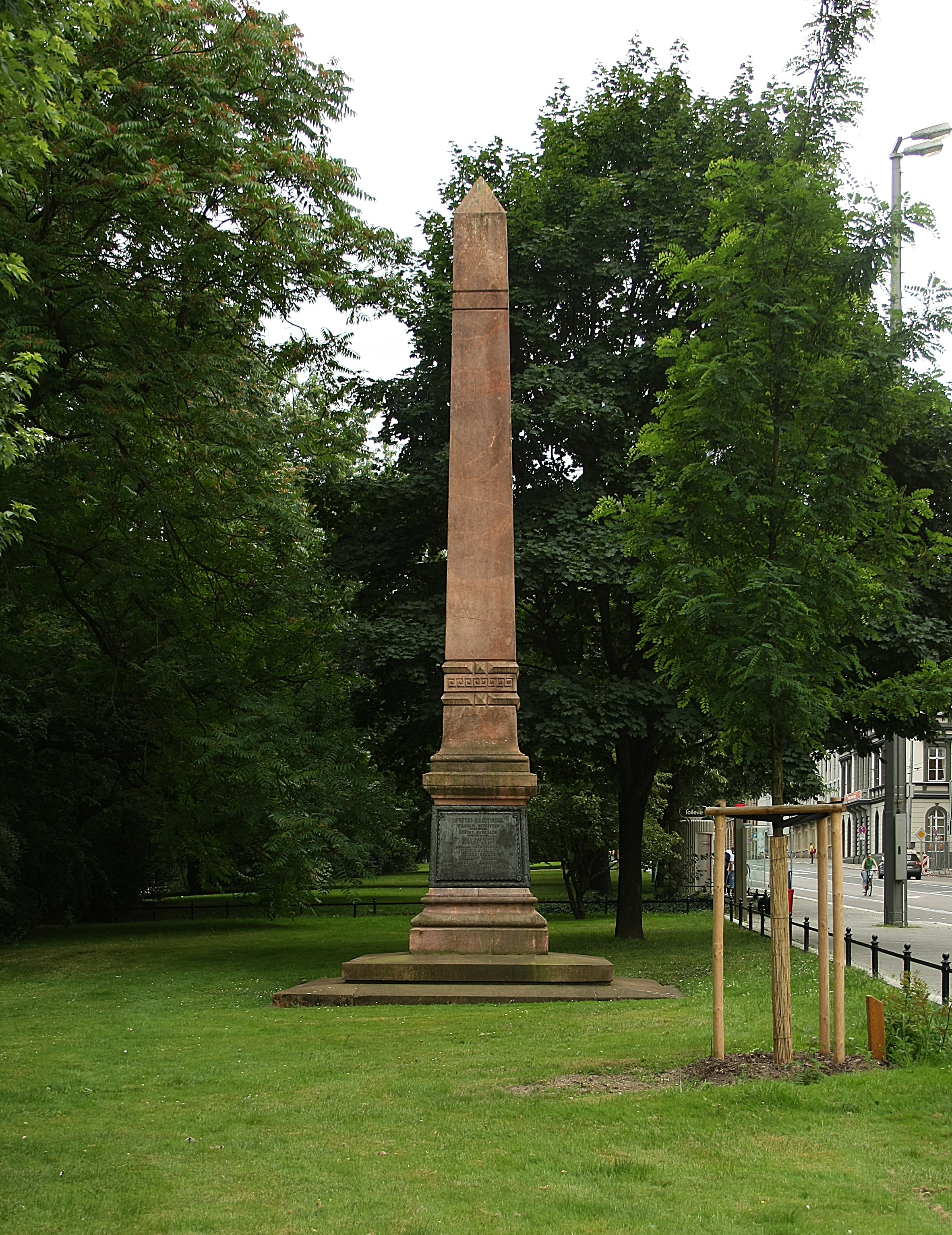
Eisenbahndenkmal zur Erinnerung an die Leipzig-Dresdner Eisenbahn von 1839

### Fernverkehr
Leipzig ist durch mehrere Intercity-Express- und Intercitylinien an das Fernverkehrsnetz der deutschen Bahn angebunden. Die beiden Intercitylinien IC 55 und IC 56 verdichten sich zwischen Leipzig und Hannover gemeinsam zu einem Stundentakt.
| Linie  | Linienverlauf | Taktfrequenz    |
| ------ | --- | --------------- |
| ICE 28 | Berlin – Lutherstadt Wittenberg – Leipzig – Jena – Saalfeld – Bamberg – Nürnberg – Augsburg – München                                               | Zweistundentakt |
| ICE 28 | Leipzig – Lutherstadt Wittenberg – Berlin – Hamburg                                                                                                 | Zweistundentakt |
| ICE 50 | Dresden – Riesa – Leipzig – Naumburg – Weimar – Erfurt – Eisenach – Fulda – Frankfurt (Main) Süd – Frankfurt Flughafen Fernbahnhof                  | Zweistundentakt |
| ICE 50 | Leipzig – Naumburg – Weimar – Erfurt – Eisenach – Fulda – Frankfurt am Main Hauptbahnhof, einzelne Züge nach Saarbrücken oder Wiesbaden             | Zweistundentakt |
| IC 28  | Berlin – Lutherstadt Wittenberg – Leipzig – Jena – Saalfeld – Bamberg – Nürnberg – Augsburg – München                                               | Einzelne Züge   |
| IC 50  | Leipzig – Erfurt – Eisenach – Fulda – Frankfurt am Main Hauptbahnhof – Frankfurt Flughafen Fernbahnhof – (Mainz – Wiesbaden), als Ersatz für ICE 50 | Zweistundentakt |
| IC 55  | Dresden – Riesa – Leipzig – Halle – Magdeburg – Braunschweig – Hannover – Bielefeld – Hamm – Dortmund – Wuppertal – Köln                            | Zweistundentakt |
| IC 56  | Leipzig – Halle – Magdeburg – Braunschweig – Hannover – Bremen – Oldenburg – Leer – Emden – Norddeich Mole                                          | Zweistundentakt |

Abseits der Taktverbindungen verbinden einzelne Züge Leipzig mit:
- Prag (EuroCity)
- Saarbrücken ICE 50
- Düsseldorf, Bonn, Koblenz, Mainz, Mannheim, Stuttgart, Ulm, Kempten, Oberstdorf IC 55
- Hildesheim, Schwerin IC 56

Mit der Inbetriebnahme der Neubaustrecken Richtung Erfurt (und weiter nach Nürnberg) verkehren seit 2017 ICE-Züge von und nach München (über Ingolstadt).

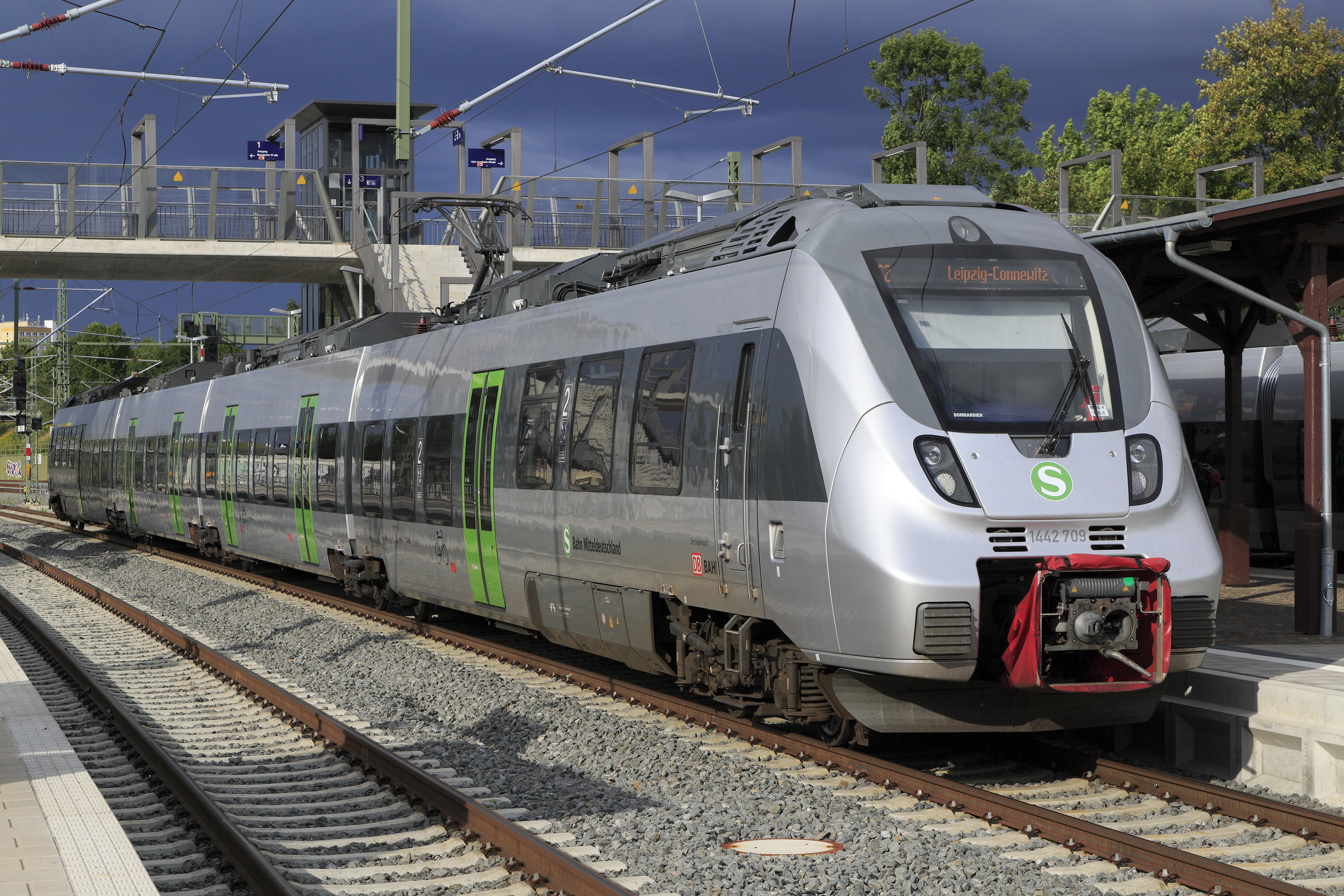
Triebzug der BR 1442, Talent 2, die seit 2013 auf den meisten Linien der S-Bahn Mitteldeutschland eingesetzt wird

### Regional- und S-Bahn-Verkehr
| Linie  | Linienverlauf                                                                                            | Takt (min) | EVU              |
| ------ | --- | ---------- | ---------------- |
| RE 6   | Leipzig – Belgershain – Bad Lausick – Geithain – Burgstädt – Chemnitz                                    | 060        | Transdev         |
| RE 10  | Leipzig – Eilenburg – Torgau – Falkenberg – Doberlug-Kirchhain – Calau – Cottbus                         | 120        | DB Regio Nordost |
| RE 11  | Leipzig – Eilenburg – Torgau – Falkenberg – Ruhland – Hoyerswerda                                        | 120        | DB Regio Nordost |
| EBx 12 | Leipzig – Pegau – Zeitz – Bad Köstritz – Gera – Weida – Pößneck – Saalfeld                               | 120        | Erfurter Bahn    |
| RE 13  | Leipzig – Delitzsch – Bitterfeld – Dessau – Zerbst – Biederitz – Magdeburg                               | 060        | DB Regio Südost  |
| EBx 13 | Leipzig – Zeitz – Gera – Weida – Zeulenroda – Mehltheuer – Hof                                           | 120        | Erfurter Bahn    |
| RE 15  | Leipzig – Bad Dürrenberg – Weißenfels – Naumburg – Jena – Saalfeld (Saale)                               | 120        | Abellio          |
| RE 50  | Leipzig – Wurzen – Oschatz – Riesa – Priestewitz – Radebeul Ost – Dresden                                | 060        | DB Regio Südost  |
| RB 20  | Leipzig – Bad Dürrenberg – Weißenfels – Naumburg – Apolda – Weimar – Erfurt – Gotha – Eisenach           | 060        | Abellio          |
| EB 22  | Leipzig – Pegau – Zeitz – Bad Köstritz – Gera – Weida – Pößneck – Könitz – Saalfeld                      | 120        | Erfurter Bahn    |
| RB 110 | Leipzig – Borsdorf – Grimma – Leisnig – Döbeln                                                           | 060        | Transdev         |
| RB 113 | Leipzig – Belgershain – Bad Lausick – Geithain                                                           | 060        | DB Regio Südost  |
| S 1    | Leipzig Miltitzer Allee – Leipzig-Plagwitz – Leipzig – Leipzig Markt – Leipzig-Stötteritz                | 030        | DB Regio Südost  |
| S 2    | (Jüterbog –) Wittenberg / Dessau – Bitterfeld – Delitzsch – Leipzig – Leipzig Markt – Leipzig-Stötteritz | 030        | DB Regio Südost  |
| S 3    | Halle-Nietleben – Halle – Schkeuditz – Leipzig – Leipzig Markt – Leipzig-Stötteritz – Wurzen (– Oschatz) | 030        | DB Regio Südost  |
| S 4    | Falkenberg – Eilenburg – Leipzig – Leipzig Markt – Leipzig-Connewitz – Markkleeberg-Gaschwitz            | 030        | DB Regio Südost  |
| S 5    | Halle – Flughafen Leipzig/Halle – Leipzig – Leipzig Markt – Markkleeberg – Altenburg – Gößnitz – Zwickau | 060        | DB Regio Südost  |
| S 5X   | Halle – Flughafen Leipzig/Halle – Leipzig – Leipzig Markt – Markkleeberg – Altenburg – Gößnitz – Zwickau | 060        | DB Regio Südost  |
| S 6    | Leipzig Messe – Leipzig – Leipzig Markt – Leipzig-Connewitz – Markkleeberg – Borna – Geithain            | 030        | DB Regio Südost  |

### Güterverkehr
Der 1906 eröffnete Güterbahnhof Engelsdorf (b Leipzig) und der Bahnhof Leipzig-Wahren waren die beiden großen Rangierbahnhöfe im Bahnknoten Leipzig.
Der Rangierbetrieb in Leipzig-Wahren wurde 1994 eingestellt. Am 2. Juli 2001 eröffnete die Deutsche-Bahn-Tochter Deutsche Umschlaggesellschaft Schiene-Straße nach dreijähriger Bauzeit auf dem Gelände des Güterbahnhof Wahren einen Umschlagbahnhof für den Containertransport. Dieser ist unmittelbar neben einem Güterverkehrszentrum gelegen. Mit einer Spitzenumschlagleistung von 500 TEU ersetzte er die bisherigen Anlagen in Leipzig-Stötteritz und Halle (Saale). Dieser wurde Ende 2005 auf Ganzzuglänge ausgebaut und 2017 um eine zweite Kranbahn ergänzt. Beide Kranbahnen überspannen je vier 700 m lange Gleise. Pro Jahr können 220.000 TEU umgeschlagen werden.
Seit September 2011 startet von hier aus täglich ein Containerzug nach Shenyang in China.
Der Güterbahnhof Engelsdorf ist ein einseitiger Rangierbahnhof mit 26, nach Ausbau der Nachordnungsgruppe am Stellwerk D 31 Richtungsgleisen. Die Einfahrgruppe am westlichen Ende des Rangierbahnhofes liegt am Leipziger Güterring mit zweigleisigen Verbindungen in südlicher und in nördlicher Richtung. Für einfahrende Züge aus Richtung Dresden, die am Ostberg enden, besteht ein Schleppgleis zur Einfahrgruppe des Westberges. Nach der Inbetriebnahme des Güterbahnhofes Halle (Saale) wurde der Ablaufbetrieb eingestellt, seitdem werden die Richtungsgleise vom DB-Stillstandsmanagement genutzt.